# Eustace Slade Headlam
Eustace Slade Headlam, avstralski častnik, vojaški pilot in letalski as, * 26. maj 1892.
Nadporočnik Headlam je v svoji vojaški karieri dosegel 5 zračnih zmag.

## Življenjepis
12. aprila 1915 je Headlam, takrat študent prava, vstopil v 3. lahki konjeniški polk (3rd Light Horse Regiment) Avstralske imperialne sile. Nato je bil premeščen v Avstralski letalski korpus (AFC), kjer je leta 1917 postal letalski opazovalec. Septembra 1917 je opravil pilotsko šolanje in bil 2. februarja 1918 dodeljen 1. eskadrilji AFC. 4. marca 1919 je bil odpuščen iz AIF.